# Abas (Arménie)
Pour les articles homonymes, voir Abas.
Abas (en arménien Աբաս ; mort en 951) est un membre de la famille arménienne des Bagratides, qui est roi d'Arménie de 928 à 951. Il est fils de Smbat Ier le Martyr, roi d'Arménie.

## Biographie
Durant le règne de son frère Achot II, il tente d'assassiner son frère. Mais ce dernier meurt en 928 et Abas monte sur le trône. Il négocie avec l'émir de Dovin la libération de prisonniers arméniens, et réussit à chasser les bandes de pillards musulmans de l'Arménie du nord, avec l'aide de son général Georg Marzbédouni. Il déplace sa capitale pour s'installer à Kars, qui se prête mieux à la défense. Il embellit sa nouvelle capitale, et y fait construire des monastères et une cathédrale.
En 943, une nouvelle église est consacrée selon le rite arménien monophysiste, quand un chef géorgien, Ber, s'y oppose violemment, exigeant que l'on utilise le rite orthodoxe. Abas refuse, et Ber envahit bientôt l'Arménie, mais est vaincu, fait prisonnier et aveuglé. Cette affaire suscite l'indignation des Géorgiens et des Byzantins, qui se mettent à persécuter les Arméniens vivant dans leur pays, les forçant à se convertir ou à se réfugier en Arménie. De leur côté les Arméniens réagissent de la même manière vis-à-vis des Grecs et des Géorgiens. Abas meurt en 951.

## Union et postérité
Il épouse une fille de Gourgen II, duc de Tao (mort en 937), et a pour enfants :
- Achot III († 977), roi d'Arménie ;
- Mouchel († 984) roi d'Arménie à Kars.